# Cecrops exiguus
Cecrops exiguus är en kräftdjursart. Cecrops exiguus ingår i släktet Cecrops och familjen Cecropidae. Inga underarter finns listade i Catalogue of Life.